# 2328 Robeson
Robeson (asteróide 2328) é um asteróide da cintura principal com um diâmetro de 11,8 quilómetros, a 2,0045763 UA. Possui uma excentricidade de 0,1441477 e um período orbital de 1 309,25 dias (3,59 anos).
Robeson tem uma velocidade orbital média de 19,46170304 km/s e uma inclinação de 10,00138º.
Esse asteróide foi descoberto em 19 de Abril de 1972 por Tamara Smirnova.